# Danger Danger
Danger Danger sind eine US-amerikanische AOR- und Glam-Metal-Band, die 1987 im New Yorker Stadtteil Queens gegründet wurde. Obwohl ihr gleichnamiges Debütalbum in den USA durchaus ein kommerzieller Erfolg war, verschwanden sie – bedingt durch Urheberrechtsstreitigkeiten und Besetzungswechsel – bald wieder aus dem Rampenlicht. Trotzdem ist die Gruppe nach wie vor aktiv.

## Geschichte
Danger Danger wurde 1987 vom Bassisten Bruno Ravel und Schlagzeuger Steve West gegründet. Mike Pont war einige Zeit lang der Sänger. Nach dem Einstieg des Keyboarders Kasey Smith wurde versucht, ein Demoband aufzunehmen, dies scheiterte jedoch. Kurz danach wurde Ted Poley als Sänger rekrutiert, welcher zu dieser Zeit Schlagzeuger bei Prophet war. Diesmal gelangen die Demoaufnahmen, und ein Plattenvertrag mit Epic Records konnte abgeschlossen werden.
1989 war Tony Ray (von Saraya) kurzzeitig Gitarrist, kehrte aber wieder zu seiner früheren Band zurück. Andy Timmons ersetzte ihn, und Ende des Jahres konnte das Debütalbum veröffentlicht werden. Die Lieder „Naughty Naughty“ und „Bang Bang“ wurden erfolgreich als Singles ausgekoppelt, und die Band spielte unter anderem im Vorprogramm der amerikanischen Bands KISS, Alice Cooper, Extreme und Warrant.
Danach begann die Gruppe in den Niederlanden mit den Aufnahmen des Nachfolgealbums Screw It! welches 1991 veröffentlicht wurde. Während der nachfolgenden Tour (erneut zusammen mit KISS) verließ Kasey Smith die Band, da ihm der veränderte, eher gitarrenlastige Stil nicht zusagte.
1993 war die Arbeit am nächsten Album Cockroach abgeschlossen. Überraschenderweise wurde zu diesem Zeitpunkt Sänger Ted Poley entlassen. Durch die nachfolgenden Rechtsstreitigkeiten konnte das Album nicht veröffentlicht werden. In der Zwischenzeit warben Ravel und West Paul Laine als neuer Sänger an und er sang die Gesangsspuren der CD neu ein. Kurz vor der geplanten Veröffentlichung trennten sich Epic und Danger Danger aber. Frustriert verließ Timmons daraufhin die Band, um eine Solokarriere zu starten.
Ravel und West gründeten ein eigenes Label, Low Dice Records und zusammen mit Laine veröffentlichten sie 1995 das Album Dawn, welches deutlich düsterer und ruhiger war als ihre bisherige Musik. Unterstützt vom Bassisten Scott Brown gingen sie erneut auf Tour durch die USA.
Mit dem Album Four the Hard Way, erschienen 1998, kehrte die Gruppe zu ihrem ursprünglichen Stil zurück. Die ehemaligen Mitglieder Timmons und Smith waren hier als Gastmusiker zu hören. 2000 wurde The Return of the Great Gildersleeves veröffentlicht.
Nach Verhandlungen mit Epic erschien 2001 mit Cockroach eine wahrscheinlich einzigartige Doppel-CD. Sie enthielt zwei Versionen des gleichen Albums, einmal mit dem Gesang von Paul Laine und einmal mit Ted Poley. Die Reaktionen darauf waren durchaus positiv. 2003 wurden unter dem Titel Rare Cuts diverse seltene oder bislang unveröffentlichte Lieder vorgestellt.
2004 wurde Paul Laine durch den alten Sänger Ted Poley ersetzt.
2005 erschien Live and Nude, welches bereits 2003 aufgenommen wurde und somit noch von Paul Laine gesungen wurde.
2009 erscheint das Album „Revolve“, welches wieder in der Urbesetzung eingespielt wurde.

## Diskografie

### Studioalben
| Jahr | Titel         | Höchstplatzierung, Gesamtwochen, AuszeichnungChartplatzierungen (Jahr, Titel, Platzierungen, Wochen, Auszeichnungen, Anmerkungen) | Höchstplatzierung, Gesamtwochen, AuszeichnungChartplatzierungen (Jahr, Titel, Platzierungen, Wochen, Auszeichnungen, Anmerkungen) | Anmerkungen                           |
| Jahr | Titel         | UK | US | Anmerkungen                           |
| ---- | ------------- | --- | --- | ------------------------------------- |
| 1989 | Danger Danger | — | US88 (42 Wo.)US | Erstveröffentlichung: 27. Juni 1989   |
| 1991 | Screw It!     | — | US123 (5 Wo.)US | Erstveröffentlichung: 1. Oktober 1991 |

Weitere Veröffentlichungen:
- 1990: Down and Dirty Live
- 1995: Dawn
- 1997: Four the Hard Way
- 2000: The Return of the Great Gildersleeves
- 2001: Cockroach
- 2003: Rare Cuts
- 2005: Live and Nude
- 2009: Revolve

### Singles
| Jahr | Titel Album                       | Höchstplatzierung, Gesamtwochen, AuszeichnungChartplatzierungen (Jahr, Titel, Album, Platzierungen, Wochen, Auszeichnungen, Anmerkungen) | Höchstplatzierung, Gesamtwochen, AuszeichnungChartplatzierungen (Jahr, Titel, Album, Platzierungen, Wochen, Auszeichnungen, Anmerkungen) | Anmerkungen                       |
| Jahr | Titel Album                       | UK | US | Anmerkungen                       |
| ---- | --------------------------------- | --- | --- | --------------------------------- |
| 1990 | Bang Bang Danger Danger           | — | US49 (13 Wo.)US | Erstveröffentlichung: Mai 1990    |
| 1992 | Monkey Business Screw It!         | UK42 (2 Wo.)UK | — | Erstveröffentlichung: Januar 1992 |
| 1992 | I Still Think About You Screw It! | UK46 (2 Wo.)UK | — | Erstveröffentlichung: März 1992   |
| 1992 | Comin’ Home Screw It!             | UK75 (1 Wo.)UK | — | Erstveröffentlichung: Mai 1992    |